# Формула на Моавър
В математиката Формулата на Моавър се отнася за всяко комплексно число (следователно и за всички реални числа) x и степенен показател n и гласи, че:
{\displaystyle {\big (}\cos(x)+i\sin(x){\big )}^{n}=\cos(nx)+i\sin(nx),}
където i е имагинерната единица, за която i2= −1. Формулата е кръстена на френския математик Абрахам дьо Моавър. Изразът cos(x) + i sin(x) може да се изписва и като cis(x).
Формулата свързва комплексните числа с тригонометричните функции. Чрез разкриване на лявата страна на равенството и след сравняване на реалните и имагинерните части при предположението, че х е реално, могат да бъдат изразени cos(nx) и sin(nx) чрез cos(x) и sin(x).

## Доказателство
Формулата на Моавър може да бъде доказана чрез формулата на Ойлер, макар и хронологически да е измислена по-рано:
{\displaystyle e^{ix}=\cos x+i\sin x}
и чрез свойството на степените:
{\displaystyle \left(e^{ix}\right)^{n}=e^{inx}}
Тогава, по формулата на Ойлер:
{\displaystyle e^{inx}=\cos nx+i\sin nx.}

Следователно {\displaystyle {\big (}\cos(x)+i\sin(x){\big )}^{n}=\cos(nx)+i\sin(nx)}

## Коренуване на комплексни числа
Формулата на Моавър може да бъде използвана за намирането на корен n-ти от някакво комплексно число.
Ако z е комплексно число, то тогава то може да бъде записано като:
{\displaystyle z=r\left(\cos x+i\sin x\right),}
Тогава корен n-ти от z се изчислява като:
{\displaystyle r^{\frac {1}{n}}\left(\cos {\frac {x+2\pi k}{n}}+i\sin {\frac {x+2\pi k}{n}}\right)}
Където k е число между 0 и n − 1.
Тази формула понякога също е наричана формула на Моавър.